# Parnassia leptophylla
Parnassia leptophylla är en benvedsväxtart som beskrevs av Hand.-mazz. Parnassia leptophylla ingår i släktet Parnassia och familjen Celastraceae. Inga underarter finns listade.